# مافيا روسية
المافيا الروسية نشأت في الاتحاد السوفييتي وقد تطورت منذ وفاة ستالين، كذلك قطعت شوطاً كبيراً في أنشطتها في أثناء حكم ليونيد بريجنيف، ليشتد عودها عقب حكم غورباتشوف، ومع قرب انهيار الاتحاد السوفييتي. وقد انضم إليها كثير من ضباط المخابرات الروس والخبراء في غسل الأموال، فضلاً عن علماء نوويين وأعضاء سابقين في الحزب الشيوعي باعوا خبراتهم لتشتد شوكة المافيا الروسية. وهاجر معظم أعضائها إلى إسرائيل وأميركا وألمانيا باستخدام هوياتهم اليهودية والألمانية، وتشمل أنشطتهم تهريب المخدرات والأسلحة النارية، والتفجيرات، وتجارة المواد الإباحية، القرصنة الإلكترونية، وتهريب الأعضاء البشرية.
هناك من منها عصابات قوقازية الاصل كالشيشان والجورجيين ،حيث يشبه هؤلاء من حيث نظامها الداخلي المافيا الإيطالية، ومن أشهر زعماء المافيات الروسية الشيشاني الاصل حوز ومعنى الاسم بالعربية الطير. وتشتهر المافيات الروسية بقوة نشاطتها إذ ان الفساد الناتج من انهيار الاتحاد السوفيتي كان من أقوى أسباب نفوذ المافيا الروسية.بعض المنضمين للمافيا الروسية كانوا من ضباط المخابرات السوفيتية القدامى.والأكيد أن طور المافيا الروسية تم على مراحل متعددة تبتدئ حقيقة منذ وفاة ستالين الذي فرض بكل قوة أشد رقابة اقتصادية حالت دون أي انحراف من الساسة لخدمة مصالحهم، ونجد أن هذه المافيا قد قطعت شوطا كبيرا أثناء حكم بريجنيف ولكنها اشتدت قوة حين حكم غورباتشوف الذي اشتد أثناءه ضعف الاتحاد السوفياتي مع قرب انهياره لذلك تقوت الجريمة المنظمة التي توصف كظاهرة متسعة الأطر بمجموعات مستقلة سواء ربطتها مصلحة مشتركة أو لم تربطها غرضها تحقيق الأرباح وتوسيع الاستثمارات التي ترصدها معتمدة الجريمة في أشد تطور تعريفه، وهو التنظيم المحكم للجريمة المنظمة أو المافيا.والمافيا الروسية وتحكمهم قوانين خاصة أهمها رفض أي تعاون ممكن مع الهيئات الحكومية، فضلاً عن التصفية لكل من يُعتقل من أبناء المنظمة، وحتى بعد الإفراج عنه لضمان عدم تجنيده ضد المنظمة. وقد ارتبطت المافيا الروسية باتفاقيات تعاون وشراكة مع أبناء الكوزانوسترا الأميركية، ما أهلها لتوسيع دائرة أعمالها من دون تعارض أو تضارب في المصالح.